# カルメロ・ボッシ
カルメロ・ボッシ（Carmelo Bossi、1939年10月15日 - 2014年3月23日）は、イタリアのプロボクサー。ロンバルディア州ミラノ出身。元WBA・WBC世界ジュニアミドル級（現スーパーウェルター級）統一王者。輪島功一がタイトルを奪った相手として記憶される技巧派ボクサー。

## 来歴
1960年ローマオリンピックの銀メダリスト。1961年、プロ転向。イタリア王者、欧州王者となった後、1970年7月9日、一度はKO負けしているフレディ・リトルに15回判定勝ち、WBA・WBC世界ジュニアミドル級王者となる。1度の防衛に成功したが、1971年10月31日、挑戦者の輪島功一が用いた「カエル跳び」「あっち向いてホイ」などの奇策に翻弄され判定負けに終わり、王座陥落。なお輪島はボッシについて「メダリストの名に恥じない、全てにおいて素晴らしいテクニックの持ち主だった」と評している。
2014年3月23日、肺炎のためミラノで逝去。

## 戦績
40勝（10KO）8敗3引分け